# Восстание Жоламана Тленшиулы
Восстание Жоламана Тленшиулы, также Война Жоламана Тленшиулы с Россией — вооруженные выступления казахского населения, проживающего вдоль реки Илек, против строительства Ново-Илецкой линии, спроектированное правительством Российской империи на фоне продолжающегося кризиса Арынгазы-хана Абулгазиева. Восстание было возглавлено казахским батыром Жоламаном Тленшиулы.

## Предыстория
В апреле 1816 начинается национально-освободительное движение под руководством Арынгазы Абулгазиева, целью которого являлась освобождение казахских земель и восстановление института ханской власти. В 1821 Арынгазы отправился в Санкт-Петербург с целью признания себя ханом, но по пути был арестован и отправлен в Калугу.

### Строительство укрепленных линий
В 1820-х годах Оренбургская администрация отняла земли казахов из родов табын и тама, находившиеся в долине реки Илек. Конфисковав земли, Российская империя начала строительство Ново-Илецкой линии, протянувшаяся по берегам рек Урал, Илек, Бердянка и Кураты. В состав линии входило 29 крепостей (либо: 6 фортпостов, 1 редут и 1 крепость).

## Восстание
Весной 1822 г. казахи из рода табын подняли восстание, возглавил их Жоламан Тленшиулы. Восставшие требовали от российских властей срытия Ново-Илецкой линии, а также возвратить пески Нарын и речки Узени, как это было во времена «ханства Абулхаира».
5 (17) марта 1822 начальник штаба Отдельного Оренбургского корпуса генерал-майор Веселитский сообщил, что на основании сведений разведчиков, летом стоит ожидать нападения со стороны казахов на линию из-за отнятия территорий и непозволение подкочевывать к линии ближе 15 верст.
Карательные отряды Русской армии, посылаемые царским правительством, не имели успехов и терпели поражения.

### Хронология военных действий

#### 1821
В 1821 г. казахами был убит есаул Ерыклинцев.

#### 1822
Отряды восставших джигитов ежедневно убивали и брали в плен людей, отгоняли скот. Царские власти, не ожидав столь сильного сопротивления, назначали Ширгазы-хану охрану из сотни казаков под началом полковника Горихвостова. 
26 июня (8 июля) 1822 мятежники атаковали Березовский пикет, но оборонявшиеся казаки отразили набег и нападавшие отступили в степь.
27 июня (9 июля) есаула Аржанухина докладывал, что казахи совершают нападения на Ново-Илецкую линию, угоняя у жителей линии скот. Также восставшие разграбили бухарский караван на 330 рублей.
30 июля (10 августа) казахи совершили нападение по нижнему направлению Изобильного фортпоста и убили двух казаков. Позже повстанцы напали на Линевский, Буранный и другие фортпосты линии.
3 (15) августа казахский отряд из 300 человек переправился на правый берег Илека, убив несколько казаков.
Есаул Аржанухин 4 (15) августа вновь доложил в Оренбург, что повстанцы большими массами стекаются у реки Илек, откуда планируют совершить нападение на линию. Навстречу нападавшим вышел второй Тептерский полк казаков полковника Струкова.
Восставшие подвергли нападению все населенные пункты от Красногорской крепости до Уральска. В ходе очередной стычки, казахи захватили есаула Падурова и прапорщика Медведева в плен, убив и ранив двоих казаков у Илецкой Защиты, остальных казаков избили, отобрав у них оружия. Далее повстанцы совершили набеги на Ветлянский фортпост, Пречистинскую станицу и др., где угнали скот.
27 августа (7 сентября) Жоламан-батыр с представителями из родов Табын и Тама атаковал казачьи заставы Российской империи.
29 августа (9 сентября) 500 повстанцев, разделившись на три группы, совершили нападение на Ветлянский форпост, обойдя перед этим караулы. Мятежники пытались сжечь укрепление, но защитники открыли ружейный огонь и отбили атаку. На помощь Ветлянскому форпосту были направлены тептярские и казачьи войска Изобильного и Мертвецкого форпостов. Казахи, заметив это, пленили двух казаков и одного башкира, угнали 87 лошадей и ушли в Степь.
Осенью повстанческий отряд организовал серию набегов по всей территории Илека.
В сентябре хан Шергазы направил письмо в российскую администрацию, где заявил, что повстанцы планируют набегать на его ставку.
В начале декабря повстанцы убили сына Ширгазы — Ишгазы.

#### 1823
В апреля 1823 г. у рек Илек, Сагыз и Бульдырты собрались 2000 вооруженных казахов под главенством Жоламана, Асау-Барака, Суюнкары для перехода через рек Урал и Илек, дабы совершить очередное нападение на Ново-Илецкую линию.
В мае комендант Илецкой Защиты майор Юрасов сообщил, что Жоламан разослал в разные места линии ряды повстанцев. На встречу им были высланы конные казачьи разъезды и тайные караулы в степь, для защиты Илека от казахов.
Той же весной Азиатский комитет направил в Степь три карательных отряда для подавления мятежа: орский отряд в составе тысячи человек под командованием полковника Берга, илецкий отряд в 500 человек при двух орудиях под командованием генерала Милорадовича и сарайчиковско-калмыковской отряд под командованием полковника Циолковского. Цель карательной экспедиции заключалась во взятии повстанцев в кольцо (окружение), но план не удался. Жоламан-батыр вовремя отошел к хивинским границам, оставив в качестве заслона команды джигитов.
Отряд Циолковского, двигаясь по неправильной карте, попал в пустынную местность и только благодаря тому, что отряд состоял из уральских казаков, привыкших к степным условиям, полковнику удалось соединиться с силами Берга.
Орский отряд Берга перед этим вступил в несколько столкновений с восставшими, потеряв 31 человек убитыми и 17 ранеными. Потери казахов Берг оценил в «тысячу убитыми и 200 ранеными», а саму численность сил врага в 1200 человек. Полковник Берг посчитал военные действия завершенными.
В июне месяце илецкий отряд Милорадовича подвергнулся нападению со стороны казахского отряда, численностью 1000 человек. Русский полк понес потери в 22 пленных и 2 убитых. Нападавшие также совершили грабеж на 1822 рублей и 50 копеек.
В июле небольшой отряд казахов, между Оренбургом и Самарой, захватил нескольких казаков в плен. 
Ввиду неудачного результата карательной операции, правительство Российской империи отозвало войска. 
В сентябре 15 казахов совершили набег на караул казаков и Золотинский пикет, но были остановлены ружейным огнем.

#### 1824
С наступлением 1824 г., восставшие возобновили свои нападения. На этот раз Жоламан-батыр подверг разгрому аулы пророссийских султанов. Однако в феврале царское правительство организовало ответный поход против восставших.
Отряд из 1000 казаков при орудиях под началом Уральского атамана Назарова напал на аулы казахских родов Табын, Алаша и Ысык и разбил их. Аулы других родов спешно ушли на юг. 
В апреле Жоламан совершил нападение на аулы Шергазы-хана. Было угнано 120 лошадей, после этого, хан откочевал к Красногорской крепости.
Казахскими повстанцами также были разграблены аулы султанов Айшуаковых. Мятежники угнали 300 лошадей, султанов Токходжа и Баймухамеда пленили и увели к Уилу.
В мае Шергазы-хан был отстранен от престола и вызван в Оренбург, где и остался, назначенным первоприсутствующим в Пограничной комиссии. Таким образом была ликвидирована Ханская власть в Младшем жузе.
Также в 1824 г. русские отряды заложили Кокчетавский и Каркаралинский окружные приказы. В связи с этим в 1825 г. было поднято восстание под руководством султана Саржана на территории Среднего жуза.

#### 1825
В 1825 г. в казахскую степь была отправлена очередная экспедиция русских войск. Казачьи отряды были возглавлены ханом Каратаем и подполковником Щаповым. Общая численность русских отрядов составила: 490 казаков, 103 казаха и 15 офицеров при двух конных орудиях. Вскоре карательные отряды обнаружили кочевья Жоламана Тленшиулы между реками Тамды и Булдырты. Казаки колонной двинулись к аулам и полностью разгромили их, убив и пленив сотни человек. Повстанцы обратились в бегство и ушли от русских отрядов.

### Второе восстание Жоламан-батыра
В 1836—1838 гг. Жоламан Тленшиулы вновь поднял восстание, причиной которого послужило строительство Новой линии и оттеснение живших там казахов к районам Тургая и Иргиза. Он собрал вокруг себя всех недовольных казахов, и с рек Эмба, Уил, Хобда и Илек начал совершать нападения на линию, задерживать торговые караваны.
17 (29) сентября 1838 г. 500 восставших во главе с Жоламаном напали на Аннинскую станицу и угнали 98 лошадей, убив при этом двух казаков. Подвергли нападению казаков и башкиров, отбив у них 15 лошадей и ружья.
В том же году Жоламан, в союзе с Есетом Котибаровым, совершил нападение на Илецкое укрепление.
Против нового вспыхнувшего мятежа, оренбургский генерал-губернатор Василий Перовский выслал три отряда: орский отряд полковника Мансурова, оренбургский отряд полковника Падурова и уральский отряд полковника Геке.
- Отряд Геке, действовавший против взбунтовавшихся казахов Букеевской Орды под предводительством Исатая Тайманова, разбил исатаевцев на реке Акбулак 12 (24) июля 1838 года.

- Отряд Мансурова же сумел лишь разорить аулы рода Торткара, захватив большое количества скота и убив тех, кто оказывал сопротивление карателям.

- Отряд Падурова, получивший задание подавить восстание Жоламан-батыра, не смог добиться установленных задач. Каратели совершили переход к Иргизу, но как позднее оказалось, Жоламан-батыр уже ушёл в районы Тургая, соединившись с армией Кенесары Касымова. Объединение сил восставших произошло после знаменитой шестидневной осады Акмолинской крепости[11]. Не имея достаточных сил для борьбы с двумя повстанческими армиями, Падуров отступил на Линию[8].

### Комментарии
1. ↑  по-другой версии, их пленили в июле 1823 г.[8]
2. ↑  взял на себя общее командование всеми отрядами
3. ↑  полковник либо завысил потери казахов, либо недооценил их численность